# Ronde van Noorwegen 2015
De 5e editie van de wielerwedstrijd Ronde van Noorwegen vond in 2015 plaats van 20 tot en met 24 mei. De start werd gehouden in Årnes, de finish in Hønefoss. De ronde maakte deel uit van de UCI Europe Tour 2015, in de categorie 2.HC.

## Deelnemende ploegen
| WorldTour           | ProContinentaal             | Continentaal         |
| ------------------- | --------------------------- | -------------------- |
| Katjoesja           | Caja Rural-Seguros RGA      | Coop-Øster Hus       |
| Lotto Soudal        | CCC Sprandi Polkowice       | FixIT.no             |
| Orica-GreenEdge     | Cult Energy                 | Joker                |
| Team Sky            | MTN-Qhubeka                 | Ringeriks-Kraft Look |
| Tinkoff-Saxo        | Roompot Oranje Peloton      | Sparebanken Sør      |
| Trek Factory Racing | Team Novo Nordisk           | Riwal Platform       |
|                     | Topsport Vlaanderen-Baloise | Tre Berg-Bianchi     |
|                     | Wanty-Groupe Gobert         |                      |

## Etappe-overzicht
| etappe | datum  | start   | finish    | type      | afstand | winnaar            | klassementsleider  |
| ------ | ------ | ------- | --------- | --------- | ------- | ------------------ | ------------------ |
| 1e     | 20 mei | Årnes   | Sarpsborg | Heuvelrit | 182 km  | Alexander Kristoff | Alexander Kristoff |
| 2e     | 21 mei | Drammen | Langesund | Heuvelrit | 199 km  | Alexander Kristoff | Alexander Kristoff |
| 3e     | 22 mei | Skien   | Rjukan    | Bergrit   | 185 km  | Jesper Hansen      | Jesper Hansen      |
| 4e     | 23 mei | Rjukan  | Geilo     | Heuvelrit | 167 km  | Amets Txurruka     | Jesper Hansen      |
| 5e     | 24 mei | Flå     | Hønefoss  | Heuvelrit | 175 km  | Andreas Vangstad   | Jesper Hansen      |

## Etappe-uitslagen

### 1e etappe
| Årnes - Sarpsborg (182 km) |                      |                 |          |
| Plaats                     | Naam                 | Ploeg           | Tijd     |
| Winnaar                    | Alexander Kristoff   | Katjoesja       | 4u42'05" |
| 2                          | Caleb Ewan           | Orica-GreenEdge | z.t.     |
| 3                          | Edvald Boasson Hagen | MTN-Qhubeka     | z.t.     |
| 4                          | Andrew Fenn          | Team Sky        | z.t.     |
| 5                          | Tosh Van der Sande   | Lotto Soudal    | z.t.     |
| 6                          | Nikolaj Troesov      | Tinkoff-Saxo    | z.t.     |
| 7                          | Fabian Wegmann       | Cult Energy     | z.t.     |
| 8                          | Boris Vallée         | Lotto Soudal    | z.t.     |
| 9                          | Lars Petter Nordhaug | Team Sky        | z.t.     |
| 10                         | Fredrik Strand Galta | Coop-Øster Hus  | z.t.     |

| Algemeen klassement |                      |                 |          |
| Plaats              | Naam                 | Ploeg           | Tijd     |
| Gouden trui         | Alexander Kristoff   | Katjoesja       | 4u41'55" |
| 2                   | Caleb Ewan           | Orica-GreenEdge | + 4"     |
| 3                   | Vegard Stake Laengen | Joker           | + 4"     |
| 4                   | Oscar Landa          | Coop-Øster Hus  | + 5"     |
| 5                   | Edvald Boasson Hagen | MTN-Qhubeka     | + 6"     |
| 6                   | Andrew Fenn          | Team Sky        | + 6"     |
| 7                   | Tosh Van der Sande   | Lotto Soudal    | z.t.     |
| 8                   | Nikolaj Troesov      | Tinkoff-Saxo    | z.t.     |
| 9                   | Fabian Wegmann       | Cult Energy     | z.t.     |
| 10                  | Boris Vallée         | Lotto Soudal    | z.t.     |

### 2e etappe
| Drammen - Langesund (199 km) |                      |                             |          |
| Plaats                       | Naam                 | Ploeg                       | Tijd     |
| Winnaar                      | Alexander Kristoff   | Katjoesja                   | 5u05'33" |
| 2                            | Caleb Ewan           | Orica-GreenEdge             | z.t.     |
| 3                            | Andrew Fenn          | Team Sky                    | z.t.     |
| 4                            | André Looij          | Roompot Oranje Peloton      | z.t.     |
| 5                            | Nikolaj Troesov      | Tinkoff-Saxo                | z.t.     |
| 6                            | Rasmus Guldhammer    | Cult Energy                 | z.t.     |
| 7                            | Jacopo Guarnieri     | Katjoesja                   | z.t.     |
| 8                            | Jarl Salomein        | Topsport Vlaanderen-Baloise | z.t.     |
| 9                            | Edvald Boasson Hagen | MTN-Qhubeka                 | z.t.     |
| 10                           | Amund Grøndahl       | Joker                       | z.t.     |

| Algemeen klassement |                      |                        |          |
| Plaats              | Naam                 | Ploeg                  | Tijd     |
| Gouden trui         | Alexander Kristoff   | Katjoesja              | 9u47'18" |
| 2                   | Caleb Ewan           | Orica-GreenEdge        | + 8"     |
| 3                   | Vegard Stake Laengen | Joker                  | + 14"    |
| 4                   | Ángel Madrazo        | Caja Rural-Seguros RGA | z.t.     |
| 5                   | Oscar Landa          | Coop-Øster Hus         | + 15"    |
| 6                   | Andrew Fenn          | Team Sky               | + 16"    |
| 7                   | Edvald Boasson Hagen | MTN-Qhubeka            | z.t.     |
| 8                   | Anders Skaarseth     | Joker                  | + 17"    |
| 9                   | Nikolaj Troesov      | Tinkoff-Saxo           | + 20"    |
| 10                  | Tosh Van der Sande   | Lotto Soudal           | z.t.     |

### 3e etappe
| Skien - Rjukan (185 km) |                      |                 |          |
| Plaats                  | Naam                 | Ploeg           | Tijd     |
| Winnaar                 | Jesper Hansen        | Tinkoff-Saxo    | 4u46'30" |
| 2                       | Edvald Boasson Hagen | MTN-Qhubeka     | + 38"    |
| 3                       | Ivan Santaromita     | Orica-GreenEDGE | + 1'05"  |

| Algemeen klassement |                      |              |           |
| Plaats              | Naam                 | Ploeg        | Tijd      |
| Gouden trui         | Jesper Hansen        | Tinkoff-Saxo | 14u33'58" |
| 2                   | Edvald Boasson Hagen | MTN-Qhubeka  | + 38"     |
| 3                   | Gustav Larsson       | CULT Energy  | + 1'15"   |

### 4e etappe
| Rjukan - Geilo (167 km) |                    |                        |          |
| Plaats                  | Naam               | Ploeg                  | Tijd     |
| Winnaar                 | Amets Txurruka     | Caja Rural-Seguros RGA | 4u30'11" |
| 2                       | David López García | Team Sky               | + 2"     |
| 3                       | Davide Rebellin    | CCC Sprandi Polkowice  | + 5"     |

| Algemeen klassement |                      |              |           |
| Plaats              | Naam                 | Ploeg        | Tijd      |
| Gouden trui         | Jesper Hansen        | Tinkoff-Saxo | 19u04'14" |
| 2                   | Edvald Boasson Hagen | MTN-Qhubeka  | + 47"     |
| 3                   | David López García   | Team Sky     | + 1'05"   |

### 5e etappe
| Flå - Hønefoss (175 km) |                      |                     |          |
| Plaats                  | Naam                 | Ploeg               | Tijd     |
| Winnaar                 | Andreas Vangstad     | Sparebanken Sør     | 4u10'29" |
| 2                       | Fredrik Strand Galta | Coop-Østerhus       | + 11"    |
| 3                       | Alexander Kristoff   | Katjoesja           | + 14"    |
| 4                       | Pim Ligthart         | Lotto Soudal        | z.t.     |
| 5                       | Rasmus Guldhammer    | Cult Energy         | z.t.     |
| 6                       | Bauke Mollema        | Trek Factory Racing | z.t.     |
| 7                       | Tosh Van der Sande   | Lotto Soudal        | z.t.     |
| 8                       | Vegard Stake Laengen | Joker               | z.t.     |
| 9                       | Yannick Eijssen      | Wanty-Groupe Gobert | z.t.     |
| 10                      | Bjørn Tore Hoem      | Joker               | z.t.     |

## Eindklassementen
| Plaats      | Naam                 | Ploeg                  | Tijd      |
| ----------- | -------------------- | ---------------------- | --------- |
| Gouden trui | Jesper Hansen        | Tinkoff-Saxo           | 23u14'57" |
| 2           | Edvald Boasson Hagen | MTN-Qhubeka            | + 47"     |
| 3           | David López García   | Team Sky               | + 1'05"   |
| 4           | Fredrik Strand Galta | Coop-Øster Hus         | + 1'31"   |
| 5           | Andreas Vangstad     | Sparebanken Sør        | + 1'32"   |
| 6           | Ivan Santaromita     | Orica-GreenEdge        | + 1'33"   |
| 7           | Davide Rebellin      | CCC Sprandi Polkowice  | + 1'36"   |
| 8           | Alexander Kristoff   | Katjoesja              | + 1'43"   |
| 9           | Gustav Larsson       | Cult Energy            | + 1'46"   |
| 10          | Lars Petter Nordhaug | Team Sky               | + 1'51"   |
|             |                      |                        |           |
| 17          | Francis De Greef     | Wanty-Groupe Gobert    | + 2'11"   |
| 22          | Michel Kreder        | Roompot Oranje Peloton | + 2'40"   |

| Plaats      | Naam                 | Ploeg          | Punten |
| ----------- | -------------------- | -------------- | ------ |
| Groene trui | Alexander Kristoff   | Katjoesja      | 53     |
| 2           | Edvald Boasson Hagen | MTN-Qhubeka    | 39     |
| 3           | Fredrik Strand Galta | Coop-Øster Hus | 33     |
|             |                      |                |        |
| 9           | Tosh Van der Sande   | Lotto Soudal   | 25     |
| 16          | Pim Ligthart         | Lotto Soudal   | 17     |

| Plaats        | Naam                  | Ploeg           | Punten |
| ------------- | --------------------- | --------------- | ------ |
| Bolletjestrui | Vegard Robinson Bugge | Sparebanken Sør | 28     |
| 2             | Pim Ligthart          | Lotto Soudal    | 20     |
| 3             | Anders Skaarseth      | Joker           | 18     |
|               |                       |                 |        |
| 9             | Boris Vallée          | Lotto Soudal    | 8      |

| Plaats     | Naam                 | Ploeg                  | Tijd      |
| ---------- | -------------------- | ---------------------- | --------- |
| Witte trui | Odd Christian Eiking | Joker                  | 23u16'53" |
| 2          | Anders Skaarseth     | Joker                  | + 1'20"   |
| 3          | Ole Andre Austevoll  | FixIT.no               | + 8'24"   |
|            |                      |                        |           |
| 8          | Boris Vallée         | Lotto Soudal           | + 19'08"  |
| 15         | André Looij          | Roompot Oranje Peloton | + 38'52"  |

## Klassementenverloop
| Etappe       | Winnaar            | Algemeen klassement · | Puntenklassement · | Bergklassement ·      | Jongerenklassement · | Ploegenklassement ·     |
| ------------ | ------------------ | --------------------- | ------------------ | --------------------- | -------------------- | ----------------------- |
| 1            | Alexander Kristoff | Alexander Kristoff    | Alexander Kristoff | Oscar Landa           | Caleb Ewan           | Team Sky                |
| 2            | Alexander Kristoff | Alexander Kristoff    | Alexander Kristoff | Vegard Robinson Bugge | Caleb Ewan           | Team Sky                |
| 3            | Jesper Hansen      | Jesper Hansen         | Alexander Kristoff | Vegard Robinson Bugge | Anders Skaarseth     | CULT Energy Pro Cycling |
| 4            | Amets Txurruka     | Jesper Hansen         | Alexander Kristoff | Vegard Robinson Bugge | Odd Christian Eiking | CULT Energy Pro Cycling |
| 5            | Andreas Vangstad   | Jesper Hansen         | Alexander Kristoff | Vegard Robinson Bugge | Odd Christian Eiking | CULT Energy Pro Cycling |
| 0Eindstanden | 0Eindstanden       | Jesper Hansen         | Alexander Kristoff | Vegard Robinson Bugge | Odd Christian Eiking | CULT Energy Pro Cycling |

Mannen:
2011 · 2012 · 2013 · 2014 · 2015 · 2016 · 2017 · 2018 · 2019 · 2020 ·2021 · 2022 · 2023 · 2024
Vrouwen:
2014 · 2015 · 2016 · 2017 · 2018 · 2019 · 2020 · 2021 · →
Etappewedstrijden

 Ster van Bessèges · 
 Ronde van de Algarve · 
 Ruta del Sol · 
 Ronde van de Haut-Var · 
 Driedaagse van West-Vlaanderen · 
 Internationale Wielerweek · 
 Internationaal Wegcriterium · 
 Driedaagse van De Panne-Koksijde · 
 Ronde van de Sarthe · 
 Ronde van Castilië en León · 
 Ronde van Trentino · 
 Ronde van Kroatië · 
 Ronde van Turkije · 
 Ronde van Yorkshire · 
 Ronde van Asturië · 
 Vierdaagse van Duinkerke · 
 Ronde van Azerbeidzjan · 
 Ronde van Madrid · 
 Ronde van Beieren · 
 Ronde van Picardië · 
 Ronde van Noorwegen · 
 World Ports Classic · 
 Tour des Fjords · 
 Ronde van Estland · 
 Ronde van België · 
 Ronde van Luxemburg · 
 Boucles de la Mayenne · 
 Ster ZLM Toer · 
 Ronde van Slovenië · 
 Route du Sud · 
 Sibiu Cycling Tour · 
 Ronde van Oostenrijk · 
 Ronde van Wallonië · 
 Ronde van Portugal · 
 Ronde van Burgos · 
 Ronde van Denemarken · 
 Ronde van de Ain · 
 Ronde van Tsjechië · 
 Arctic Race of Norway · 
 Ronde van de Limousin · 
 Ronde van Poitou-Charentes · 
 Ronde van Groot-Brittannië · 
 Ronde van Gévaudan Languedoc-Roussillon · 
 Eurométropole Tour
Eendaagse wedstrijden

 Trofeo Santanyí-Ses Salines-Campos · 
 Trofeo Andratx-Mirador d'Es Colomer · 
 Trofeo Serra de Tramuntana · 
 Trofeo Playa de Palma-Palma · 
 GP La Marseillaise · 
 Grote Prijs van de Etruskische Kust · 
 Ronde van Murcia · 
 Clásica de Almería · 
 Trofeo Laigueglia · 
 Omloop Het Nieuwsblad · 
 Classic Sud Ardèche · 
 GP Lugano · 
 La Drôme Classic · 
 Kuurne-Brussel-Kuurne · 
 Le Samyn · 
 Strade Bianche · 
 Ronde van Drenthe · 
 Dwars door Drenthe · 
 Nokere Koerse · 
 GP Nobili Rubinetterie · 
 Handzame Classic · 
 Ronde van Zeeland Seaports · 
 Classic Loire-Atlantique · 
 Grote Prijs van Cholet-Pays de Loire · 
 Dwars door Vlaanderen · 
 Classica Corsica · 
 Route Adélie de Vitré · 
 Grote Prijs Miguel Indurain · 
 Volta Limburg Classic · 
 Ronde van La Rioja · 
 Parijs-Camembert · 
 Scheldeprijs · 
 Klasika Primavera · 
 Brabantse Pijl · 
 GP Denain · 
 Ronde van de Finistère · 
 Tro Bro Léon · 
 La Roue Tourangelle · 
 Ronde van de Apennijnen · 
 Grote Prijs van de Somme · 
 Grote Prijs van Plumelec · 
 ProRace Berlin · 
 Boucles de l'Aulne · 
 GP Kanton Aargau · 
 Ronde van Keulen · 
 Ronde van Limburg · 
 Velothon Wales · 
 Halle-Ingooigem · 
 Trofeo Matteotti · 
 GP Cerami · 
 GP Industria & Artigianato-Larciano · 
 Prueba Villafranca de Ordizia · 
 Ronde van Toscane · 
 Circuito de Getxo · 
 Polynormande · 
 RideLondon Classic · 
 GP Stad Zottegem · 
 Arnhem-Veenendaal Classic · 
 GP Jef Scherens · 
 Druivenkoers Overijse · 
 Schaal Sels · 
 Brussels Cycling Classic · 
 GP Fourmies · 
 Velothon Stockholm · 
 Ronde van de Doubs · 
 Coppa Bernocchi · 
 Coppa Agostoni · 
 GP van Wallonië · 
 Kampioenschap van Vlaanderen · 
 Memorial Marco Pantani · 
 Grote Prijs Impanis-Van Petegem · 
 GP van Isbergues · 
 GP Industria & Commercio di Prato · 
 Omloop van het Houtland · 
 Duo Normand · 
 Ronde van de Drie Valleien · 
 Milaan-Turijn · 
 Ronde van Piemonte · 
 Ronde van het Münsterland · 
 Ronde van de Vendée · 
 Memorial Frank Vandenbroucke · 
 Coppa Sabatini · 
 Parijs-Bourges · 
 Ronde van Emilia · 
 GP Beghelli · 
 Parijs-Tours · 
 Nationale Sluitingsprijs · 
 Chrono des Nations